# Айрлэнд, Кайли
Кайли Айрлэнд (англ. Kylie Ireland; 26 мая 1970, Лонгмонт, Колорадо, США) — американская порноактриса
, режиссёр, продюсер, специалист по печати и рекламе, радиоведущая интернет-радиошоу.

## Ранние годы
Почти за всё время учёбы в школе была отличницей, за исключением математики. Когда ей было 13 лет, её родители развелись, и отец оставил дочь у себя. После этого характер девочки начал портиться, и в 15 лет она уже была типичным трудным подростком. В итоге отец отправил её к матери, жившей с новым мужем в Сан-Диего. Там она вновь стала хорошей ученицей, окончила школу и начала учиться в колледже на телерадиоведущую. Во время учёбы в школе и колледже она подрабатывала в сети видеомагазинов и много узнала о порно.

## Порнокарьера

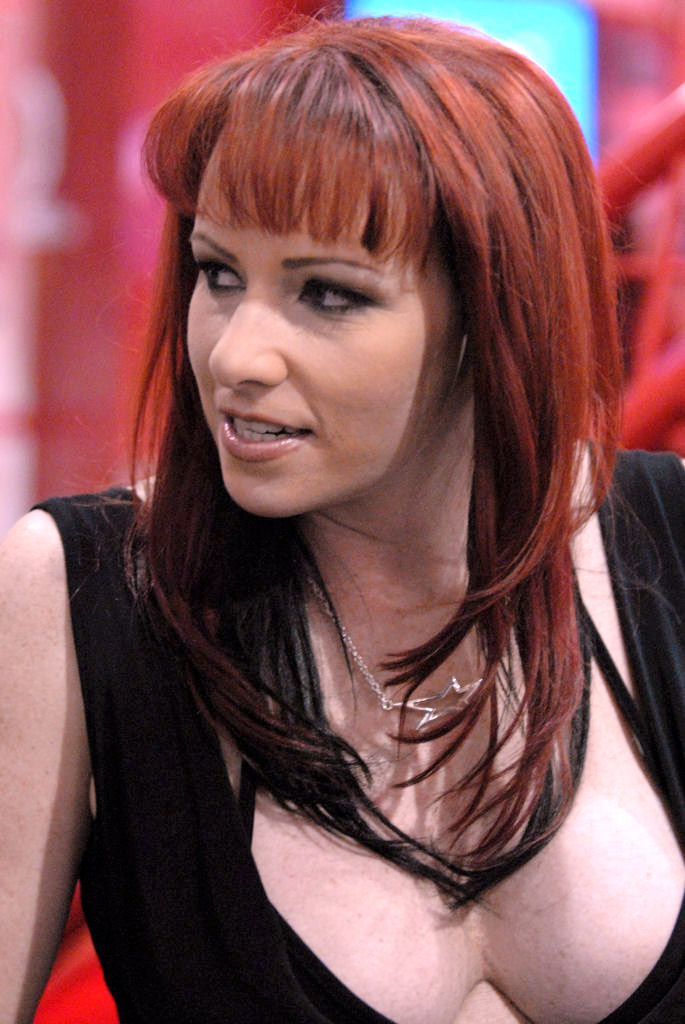
Айрлэнд на выставке AVN Adult Entertainment Expo 11 января 2008 г.

Затем вернулась в Колорадо и продолжила обучение в колледже (частично в Боулдере, частично в Форт-Коллинзе), а также начала танцевать в стрип-клубе Форт-Коллинза. Там же она реализовала свои бисексуальные наклонности — одной из её первых любовниц стала официантка одного из местных клубов, впоследствии ставшая порноактрисой под именем Джули Эштон.
Вскоре она придумала себе псевдоним «Кайли Айрлэнд» — имя было взято в честь Кайли Миноуг, а фамилия указывала на ирландское происхождение. В 1992 году Кайли перекрасилась в блондинку (вернувшись к натуральному рыжему цвету в 1996 году) и вставила в грудь имплантаты.
Она вошла в индустрию порнофильмов в 1994 году, познакомившись с гламурным фотографом Уорреном Тангом. Её первыми фильмами стали «L’il Ms. Behaved», где она снималась с Рэнди Уэстом, и «Up & Cummers 10» с участием Дженны Джеймсон (они начали свою карьеру практически одновременно). После своих первых пяти фильмов Айрлэнд переехала в Лос-Анджелес. Снявшись за год почти в 80 фильмах, она решила сделать передышку и вернулась в Колорадо.
В январе 1995 года Айрлэнд была присуждена награда AVN Awards как лучшей новой старлетке (причём во время объявления Кайли находилась в туалете). За этой премией последовали и другие. В том же году общество фанатов порно «Fans of X-Rated Entertainment» присудило ей премию «Лисица», а в следующем году — премию «Фаворитка фанатов». В 1997 году «Playboy» включил её в список 10 порнозвёзд года. В 2001 году журнал «Adult Video News» включил её в список 50 порнозвезд всех времён, а в 2005 году ввел в свой Зал славы.
В 1995—2000 годах работала по эксклюзивным контрактам, снималась в нескольких фильмах в год, перемещаясь между Америкой и Европой, танцевала стриптиз и занималась промоушном своих фильмов. Её первый контракт с «Sin City Entertainment» был недолгим; вскоре компания подала на Кайли в суд, обвинив в нарушении контракта, но проиграла дело. За этим последовал 5-летний контракт с «VCA Pictures» (помимо съемок, в 1999—2000 годах Кайли работала директором компании по рекламе). В апреле 2003 года она работала директором по рекламе в «Sin City», тем самым показав, что все обиды остались в прошлом.
В 2004 году Кайли дебютировала в режиссуре, сняв фильм «Whore Next Door», в котором она распрощалась со своим имиджем соседской девчонки. В этом фильме она многое демонстрировала впервые, в том числе одновременный анальный и вагинальный секс, двойное вагинальное проникновение, двойное анальное проникновение, а также одновременный секс более чем с тремя мужчинами. С тех пор она выступала в гораздо более жёстких сценах (так, в фильме «Corruption», снятом её тогдашним любовником Эли Кроссом, активно занималась фистингом — как вагинальным, так и анальным).
В апреле 2006 года основала компанию по производству гонзо порнофильмов «SlutWerkz» и пригласила к сотрудничеству женщин-режиссёров (Эли Кросс стал производственным директором компании). Начало работы «SlutWerkz», запланированное на осень 2007 года, было отложено из-за замены дистрибьюторов, и компания начала производство лишь в следующем году, планируя выпускать по одному фильму ежемесячно.
На 2013 год снялась в 408 порнофильмах и срежиссировала 32 ленты.

## Прочая деятельность

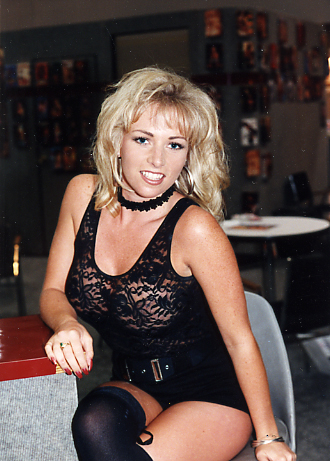
Айрлэнд в образе блондинки на VSDA convention в Вегасе, 1994 год

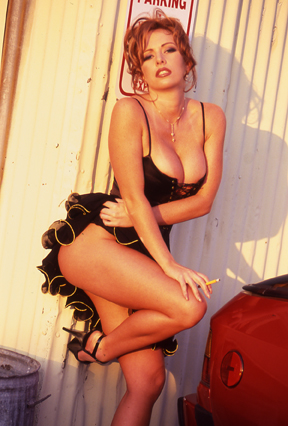

В 1996 году Кайли открыла в интернете свой сайт kylieireland.com. Как она говорила, «это было моей навязчивой идеей». Кайли стала одной из первых порноактрис, имеющих веб-страницу. Также она оказывала услуги другим порноактрисам в области веб-консалтинга и связей с общественностью.
За время своей карьеры снялась для десятков журналов; заключила эксклюзивный контракт с фирмой «Pipedream Products» на выпуск куклы Кайли для мужчин; снялась почти в 400 порнофильмах, а также в мейнстримовом кино (в том числе в сериале «Байки из склепа» и фильме «Странные дни»).
С октября 2003 по февраль 2006 года вела еженедельное интернет-радиошоу о порноиндустрии «Кайли живьем» на ksexradio.com. В 2004 году она выиграла премию слушателей «Лучший голос», а в 2005 году стала обладательницей премии «Самый проницательный представитель индустрии для взрослых». В феврале 2006 года Айрлэнд начала вести на «Playboy Radio» (позднее — «Sirius Radio») вечернее ток-шоу о сексе «Частные звонки», выходящее по пятницам.
В июне 2008 года совместно с порноактером Дерриком Пирсом начала вести новое шоу «Пятничная ночь втроем». Данное шоу пришло на смену «Частным звонкам», заняв его временную нишу, и имело другой формат, сосредоточившись на интервью с гостями, обсуждении любовных отношений и юморе на сексуальную тему.

## Личная жизнь
После 10 лет замужества за человеком, не имеющим отношения к порно, Айрлэнд развелась. Они поженились за три года до начала её порнокарьеры, и как сказала Кайли, её работа не являлась причиной развода.
Айрлэнд признавалась, что до начала порнокарьеры баловалась рекреационными наркотиками; она испробовала большинство их видов, какое-то время увлекалась метамфетамином, но в конце концов предпочла алкоголь. К 2001 году пьянство начало создавать Кайли серьёзные проблемы, и с августа того же года она прекратила употреблять спиртное.
С 2007 года Айрлэнд вместе с Эли Кроссом, своим любовником на протяжении 6 лет, поселилась в Лос-Анджелесе в лофте реконструированного склада, построенного в 1927 году, площадью 930 м². Вместе с ними жили семь кошек и собака.
В 2010 году Кайли рассталась с Кроссом, вышла замуж за человека, далёкого от индустрии для взрослых, и сейчас живёт недалеко от Лос-Анджелеса.

## Избранная фильмография
- 1994. L’il Ms. Behaved.
- 1994. Up & Cummers 10.
- 1994. Never Say Never… Again.
- 1994. Poison.
- 1998. Cashmere.
- 1999. White Lightning.
- 2002. Serenity’s Roman Orgy.
- 2004. Whore Next Door.
- 2006. Corruption.

## Премии и номинации
| Год  | Церемония             | Категория                                           | Работа                                     | Результат |
| ---- | --------------------- | --------------------------------------------------- | ------------------------------------------ | --------- |
| 1995 | AVN Awards            | Лучшая новая старлетка                              |                                            | Победа    |
| 1995 | FOXE Awards           | Мегера                                              |                                            | Победа    |
| 1995 | NightMoves Award      | Лучшая актриса                                      |                                            | Победа    |
| 1996 | FOXE Awards           | Любимец фанатов                                     |                                            | Победа    |
| 2004 | KSEX Radio            | Лучший голос радио                                  |                                            | Победа    |
| 2005 | AVN Awards            | Зал славы                                           | Зал славы                                  | Зал славы |
| 2005 | KSEX Radio            | Лучшее представление о бизнесе для взрослых         |                                            | Победа    |
| 2006 | XRCO Awards           | Зал славы                                           | Зал славы                                  | Зал славы |
| 2006 | Adam Film World Guide | Самый эпатажный сериал                              | Twisted as Fuck (Director/Performer)       | Победа    |
| 2006 | Adam Film World Guide | Лучший фильм                                        | «Corruption» (Producer)                    | Победа    |
| 2006 | CAVR Awards           | Сцена года                                          | «Corruption»                               | Победа    |
| 2007 | AVN Awards            | Лучшая фигура                                       | «Corruption» (Producer)                    | Победа    |
| 2007 | NightMoves            | Награда за тройную игру(Танцы/Перфомансы/Режиссура) |                                            | Победа    |
| 2007 | NightMoves            | Лучший полнометражный фильм (по версии фанатов)     | «Corruption» (Producer)                    | Победа    |
| 2008 | XRCO Awards           | Милфа года                                          |                                            | Победа    |
| 2008 | AVN Awards            | Лучшая актриса второго плана (фильм)                | «Layout»                                   | Победа    |
| 2008 | AVN Awards            | Лучшая сцена орального секса (фильм)                | Layout                                     | Победа    |
| 2009 | Nightmoves            | Лучший лесбийский релиз ( версия редактора)         | Violation of Kylie Ireland                 | Победа    |
| 2010 | Legends of Erotica    | Зал славы                                           | Зал славы                                  | Зал славы |
| 2010 | AVN Awards            | Лучшая фигура                                       | The 8th Day (Producer/Production Designer) | Победа    |